# Parafia św. Jakuba Apostoła w Warszawie (Tarchomin)
Parafia św. Jakuba Apostoła w Warszawie – parafia rzymskokatolicka, należąca do dekanatu tarchomińskiego diecezji warszawsko-praskiej, metropolii warszawskiej Kościoła katolickiego, w Warszawie (osiedle Tarchomin). Obsługiwana przez księży diecezjalnych.

## Historia
Parafia została erygowana w 1534 roku. Jest najstarszą parafią prawobrzeżnej Warszawy. 
Kościół parafialny został wybudowany w XVI wieku w stylu gotyckim.
Na terenie parafii znajduje się cmentarz.